# Onycocaridella prima
Onycocaridella prima is een garnalensoort uit de familie van de Palaemonidae. De wetenschappelijke naam van de soort is voor het eerst geldig gepubliceerd in 1981 door Bruce.